# MSC Preziosa
MSC Preziosa – statek wycieczkowy należący i obsługiwany przez MSC Cruises. Wodował 14 marca 2013 roku jako czwarty okręt klasy Fantasia. Jest ulepszoną wersją dwóch pierwszych statków tej samej klasy, MSC Splendida i MSC Fantasia, i jest identyczny do swojego poprzednika MSC Divina. 
MSC Preziosa był budowany w latach 2010–2013 w stoczni STX w St. Nazaire we Francji. Rok wcześniej, jeszcze podczas konstrukcji został nazwany MSC Preziosa. Może zakwaterować 3959 pasażerów w 1310 kabinach zewnętrznych i 327 kabinach wewnętrznych,  a jego załoga liczy 1370 osób. Jest 13 statkiem wycieczkowym linii MSC Cruises.

## Specyfikacje i udogodnienia

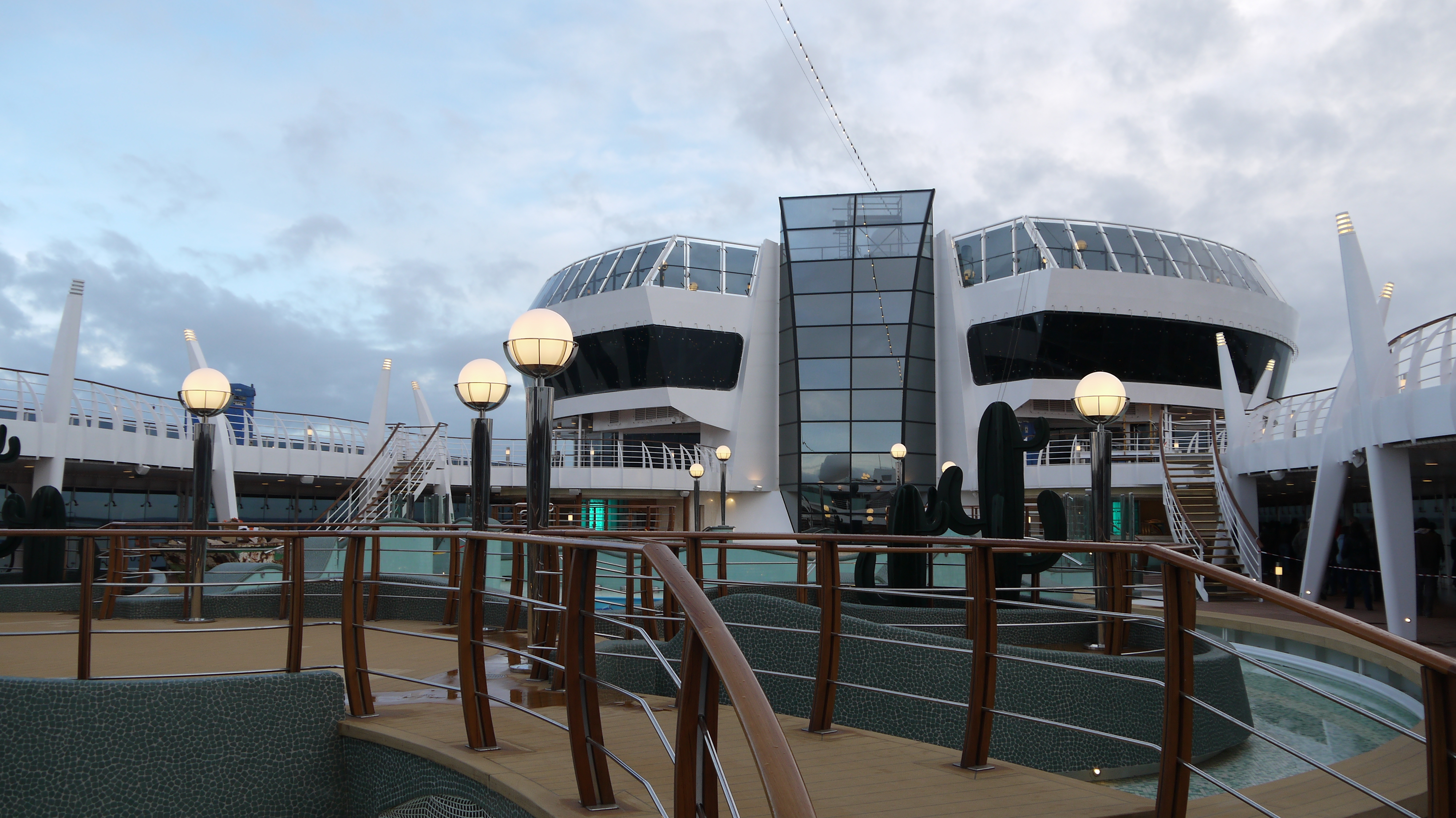
MSC Preziosa Chantiers de Saint Nazaire w dniu 10 marca 2013 r.

### Parametry
MSC Preziosa ma 333 metrów długości, profilowana szerokość kadłuba wynosi 37,92 metrów, a zanurzenie 8,45 metra. Może pomieścić do 3959 pasażerów z załogą liczącą 1370 osób. Ma 13 pokładów pasażerskich, które zawierają 1310 kabin zewnętrznych i 327 kabin wewnętrznych. Statek osiąga prędkość 23 wezłów (42,6 km/h).

### Wyposażenie statku i kabin
MSC Preziosa posiada 14 pokładów pasażerskich i 1751 kabin. 80% pokoi ma widok na ocean, a 95% kabin z widokiem na ocean ma werandę. Kabiny obejmują kabiny balkonowe, kabiny z widokiem na ocean, kabiny wewnętrzne i kabiny dla osób niepełnosprawnych. Wszystkie pokoje wyposażone są w podwójne łóżko, które można łatwo przekształcić w dwa pojedyncze. Standardowe wyposażenie obejmuje telewizor, mini-bar, sejf i klimatyzację. Na terenie obiektu znajduje się siedem restauracji, 20 barów i salonów, cztery baseny, kręgielnia i sala gimnastyczna. Spa znajduje się na pokładzie 14. Teatr może pomieścić 1600 gości. Plac zabaw znajduje się na pokładzie 15 w wydzielonej części dla dzieci. Preziosa i jego identyczny siostrzany statek Divina mają mocniejsze i wydajniejsze elektryczne silniki napędowe oraz alternatory, sterowanie ogrzewaniem, wentylacją i klimatyzacją oraz bardziej zaawansowane agregaty chłodnicze niż ich poprzednicy z klasy Fantasia. Statki są także wyposażone w składane stabilizatory płetw Rolls-Royce, aby zmniejszyć przechyły podczas rejsu.

### Układ napędowy
Układ napędowy statku to wydajny silnik wysokoprężny/elektryczny, napędzany pięcioma silnikami wysokoprężnymi Wärtsilä. Silniki wytwarzają niską emisję podtlenku azotu, wykorzystując paliwo o niskiej zawartości siarki. Silniki obracają alternatory wytwarzające energię elektryczną. Napęd zapewniają dwa silniki elektryczne GE Energy Power Conversion, z których każdy daje 21 850 kW przy 138 obr./min. Zapewniona jest redundancja dzięki dwóm w pełni niezależnym silnikom elektrycznym, z których każdy obraca stałą śrubę napędową na konwencjonalnym wale napędowym. Dwie turbiny są w pełni niezależne, zapewniając napęd w przypadku awarii jednego. To samo podejście zastosowano w przypadku dwóch w pełni niezależnych układów kierowniczych. Kolejną zaletą stosowania silników elektrycznych do obracania turbin, jest to że radzą sobie w małych portach. Każde śmigło jest sterowane indywidualnie, aby ułatwić manewrowanie statkiem wraz z czterema sterami strumieniowymi dziobowymi. Z tego powodu zapotrzebowanie na holowniki podczas przebywania w wielu portach jest znacznie ograniczone. Dwa z pięciu silników mają po 16 cylindrów i moc wyjściową 16 800 kW, a pozostałe trzy silniki mają po 12 cylindrów, z których każdy wytwarza 12 600 kW. Całkowita generowana moc wynosi 71 400 kW przy 514 obr./min. 

### Redukcja emisji gazów cieplarnianych
Na MSC Preziosa wprowadzono energooszczędne systemy redukujące emisję gazów cieplarnianych. Zastosowano na pokładzie energooszczędne oświetlenie LED. W kabinach osiąga się średnią oszczędność energii na poziomie 25%. Prosty system automatycznie wyłącza wszystkie urządzenia zużywające energię w kabinach, takie jak światło główne, światło łazienkowe i suszarki do włosów, gdy kabina jest pusta. System monitorowania reguluje klimatyzację we wszystkich kabinach, umożliwiając gościom ustawienie własnej temperatury w kabinie. Scentralizowane sterowanie klimatyzacją zostało zastąpione lokalnym sterowaniem w kabinie, co znacznie zmniejsza straty energii. Instalacja chłodzenia automatycznie się wyłącza, gdy drzwi balkonowe są otwarte lub karta kabinowa nie jest na swoim miejscu. 

### Pozyskiwanie słodkiej wody
System destylacji wody morskiej wytwarza całą potrzebną słodką wodę na pokładzie za pomocą dwóch parowników i dwóch instalacji odwróconej osmozy. Statek nie pompuje na pokład wody z przybrzeżnych stacji wodnych, a wysokowydajne parowniki wykorzystując jako źródło zasilania system odzysku ciepła, są całkowicie wolne od zanieczyszczeń. Kadłub jest pokryty systemem powłok przeciwporostowych, który zapobiega jego zanieczyszczeniu, zmniejszając opór i zużycie paliwa. 

### Gospodarowanie odpadami
Odpady stałe nie są odprowadzane do morza. Zaawansowana oczyszczalnia ścieków oczyszcza wszystkie odpady stałe. Popiół ze spalarni odpadów jest przechowywany na pokładzie i usuwany w porcie. Ciepło uzyskane ze spalania odpadów jest odzyskiwane. 

## Historia statku

### Budowa

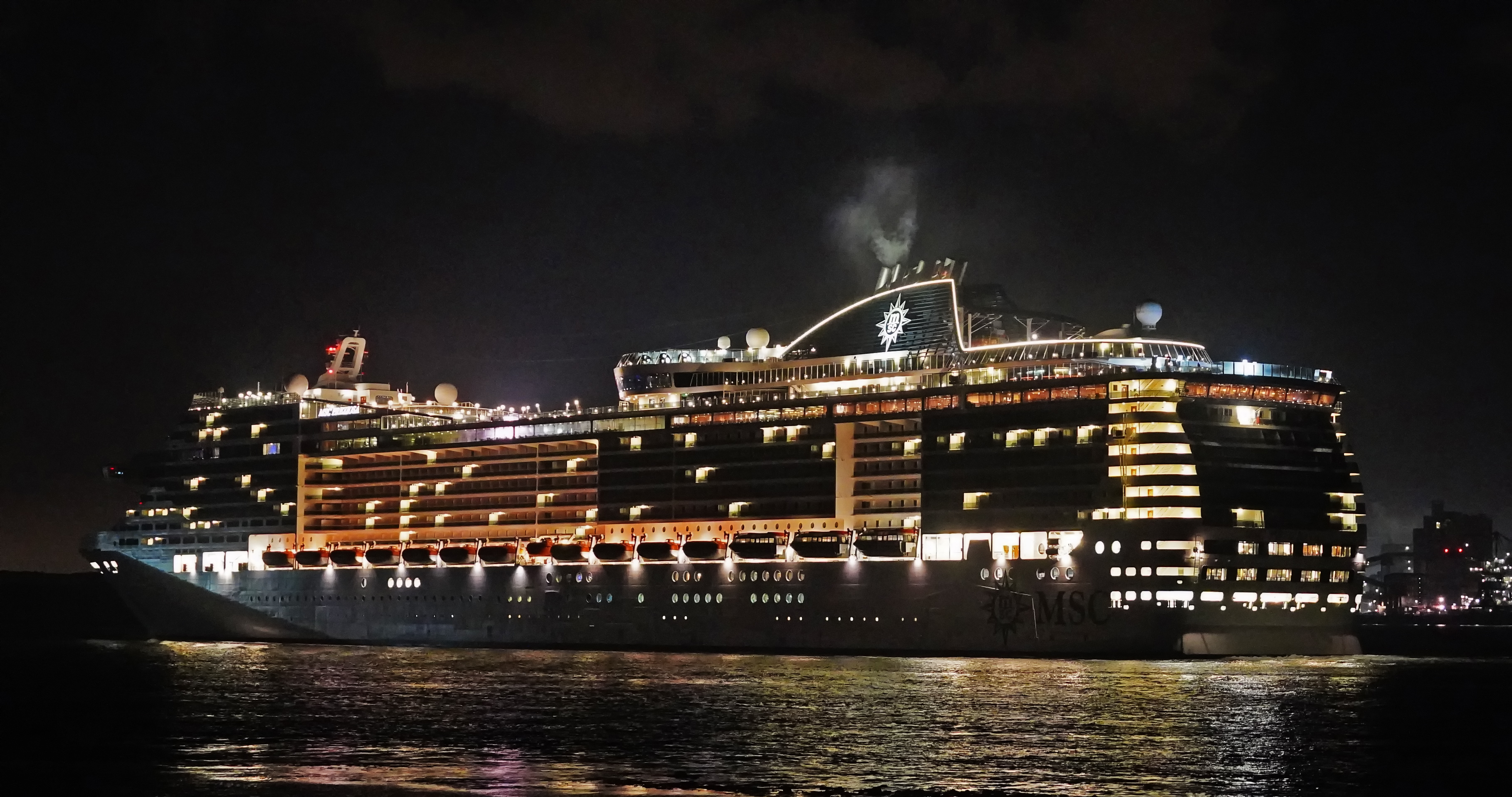
MSC Preziosa w Hoek van Holland w dniu 30 kwietnia 2019 r

Budowa MSC Preziosa rozpoczęła się w 2010 roku i została zakończona w marcu 2013 roku. W dniu 4 czerwca 2010 r. został podpisany list intencyjny między STX France a libijską państwową spółką General National Maritime Transport Corporation (GNMTC) w sprawie budowy Phoenicia, statku wycieczkowego podobnego do MSC Fantasia i MSC Splendida. Korporacja zamówiła statek na polecenie Hannibala Kaddafiego, czwartego syna Muammara Kaddafiego, aby rozpocząć luksusowy przemysł wycieczkowy w kraju. Pierwotnie na statku miały być obiekty podobne do tych które można spotkać na innych statkach klasy Fantasia, w planach była także konstrukcja dużego zbiornika akwariowego zawierającego sześć rekinów. Podczas budowy w lutym 2011 roku wybuchła wojna domowa w Libii, a w czerwcu 2011 roku STX France anulował kontrakt i zaczął szukać nowego nabywcy kadłuba. W dniu 13 marca 2012 r. MSC ogłosiło, że osiągnęło porozumienie w sprawie zakupu statku za 550 mln euro o specyfikacji identycznej z MSC Divina, nazywając statek Preziosa. Rok później statek MSC Preziosa dostarczono firmie MSC Cruises. Został ochrzczony przez swoją matkę chrzestną, Sophię Loren, którą jest również dla siostrzanego statku MSC Divina. MSC Preziosa wypłynął na swój dziewiczy rejs z portu Saint Nazaire w zachodniej Francji. W marcu 2016 roku firma nafwiązała współpracę z Technogym w ramach programu odnowy biologicznej, który obejmował MSC Preziosa. W lutym 2017 roku był pierwszym statkiem, który obok MSC Fantasia został wyposażony w systemy oczyszczania spalin, a po zdaniu testu MARPOL otrzymał od Bureau Veritas  certyfikat unijnej dyrektywy w sprawie wyposażenia statków. W kwietniu 2019 r. udoskonalono część jadalną statku, natomiast w październiku De Jorio Design dodało do statku włoskie projekty wnętrz. W lutym 2019 roku zaplanowano oddanie statku do rozmieszczenia w Wielkiej Brytanii w 2021 roku w celu remontu.

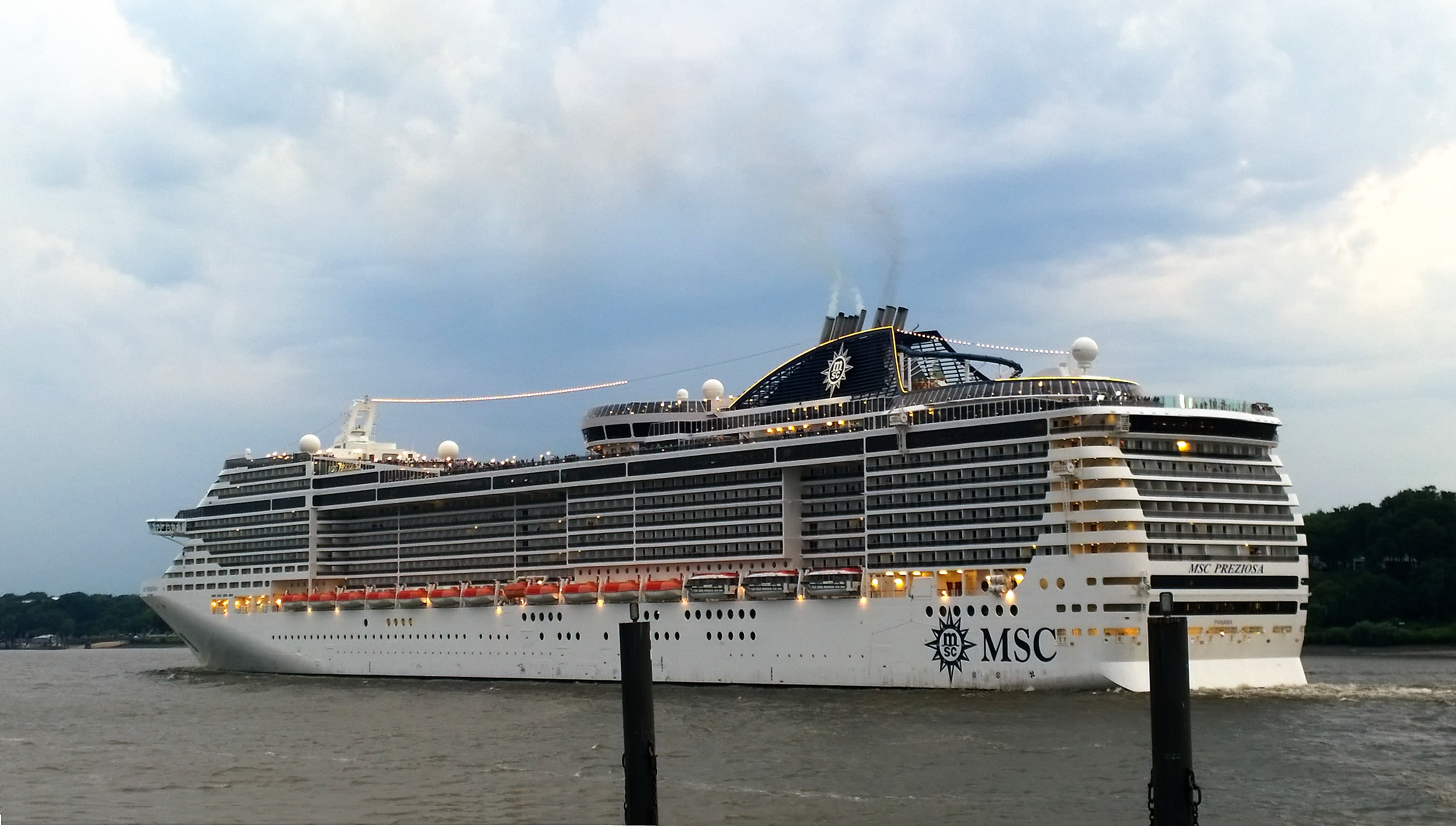
MSC Preziosa nad Łabą w czerwcu 2017 r

### Cele podróży
Inauguracyjny rejs statku rozpoczął się w St. Nazaire, a zakończył w Genui. Zawinął do Lizbony (Portugalia), Kadyksu (Hiszpania), Casablanki (Maroko), Walencji (Hiszpania) i Marsylii (Francja), zanim dotarł do portu w Genui 22 marca. Między zimą 2013 a wiosną 2014 MSC Preziosa obsługiwał rejsy po Ameryce Południowej z Santos. W marcu 2015 roku w Tunezji jego trasa została odwołana z powodu ataku terrorystycznego w Susie. W kwietniu 2014 roku pływał po Canale della Giudecca w Wenecji we Włoszech. Między marcem a październikiem MSC Preziosa miał obsługiwać rejsy po Morzu Śródziemnym z Genui.
W marcu 2014 roku policja w Brazylii aresztowała członka załogi statku za przemyt kokainy. W styczniu 2018 roku 69-letnia holenderska pasażerka zaginęła po tym jak wypadła za burtę, pasażerki nie odnaleziono pomimo poszukiwań marynarki wojennej i helikopterów.
Latem 2015 roku MSC Preziosa zawinął do Marsylii, Genui, Civitavecchia (Włochy), Palermo (Włochy), Cagliari (Włochy), wcześniej do Tunisu, Palmy (Hiszpania) i Walencji. Wiosną 2017 MSC Preziosa opłynął Wyspy Brytyjskie, odwiedzając 9 maja Invergordon (Szkocja) w Cromarty Firth. Była to pierwsza wizyta statku w Invergordon. W maju 2018 roku rozpoczął żeglowanie po Europie Północnej z Orkiestrą MSC. Zaczął żeglować wokół Trynidadu w grudniu 2018 roku przez wiele miesięcy w sezonie rejsowym.
W maju 2019 roku statek nadal pływał po Gwadelupie i Martynice. Latem 2019 MSC Preziosa pływał po oceanach Arktyki i północnego Atlantyku. 12-dniowy rejs rozpoczął się w Hamburgu, zawijając do różnych norweskich portów, w tym do Spitsbergenu na Svalbardzie.

### Pandemia Covid-19
W dniu 1 maja 2020 r. portal internetowy CrewCenter poinformował, że dwóch członków załogi na pokładzie MSC Preziosa uzyskało pozytywny wynik testu na SARS-CoV-2. Pierwszy pozytywny wynik został ogłoszony załodze 30 kwietnia, drugi 1 maja. Pozytywne wyniki były zaskoczeniem dla wielu członków załogi, ponieważ nikt nie wszedł na pokład statku od 23 marca, a wszyscy członkowie załogi izolowali się w kabinach gościnnych od 11 kwietnia, czyli prawie od trzech tygodni. Mały jacht wycieczkowy z 25 kabinami pomógł w transporcie 19 członków załogi na Kubę.  MSC Cruises ogłosiło zawieszenie wszystkich tras do Ameryki Północnej do 30 czerwca 2020 r. z powodu pandemii COVID-19.